# Wrestle Kingdom VI
Wrestle Kingdom VI fue la sexta edición de Wrestle Kingdom, un evento pago por visión (PPV) de lucha libre profesional realizado por la New Japan Pro-Wrestling. Tuvo lugar el 4 de enero de 2012 desde el Tokyo Dome en Tokio, Japón.
Por primera vez en cinco años el evento no contó con la participación de la Total Nonstop Action Wrestling, pero sí con participante de AJPW, CMLL y NOAH.

## Resultados
- Tama Tonga & Captain New Japan derrotaron a Kyosuke Mikami & Tomoaki Honma (8:47)

- Apollo 55 (Prince Devitt & Ryusuke Taguchi) derrotaron a No Remorse Corps (Davey Richards & Rocky Romero) ganando el Campeonato de Parejas de Peso Semicompleto de la IWGP (12:44)

- Jushin Thunder Liger, KUSHIDA, Tiger Mask & Máscara Dorada derrotaron a Atlantis, Taichi, Taka Michinoku & Valiente (10:18)

- Kazuchika Okada derrotó a Yoshi-Hashi (4:37)

- Stack of Arms (Masakatsu Funaki & Masayuki Kono) derrotaron a Seigigun (Yuji Nagata & Wataru Inoue) (6:34)

- MVP & Shelton Benjamin derrotaron a Masato Tanaka & Yujiro Takahashi (9:41)

- Tencozy (Hiroyoshi Tenzan & Satoshi Kojima) derrotó a Bad Intentions (Giant Bernard & Karl Anderson) ganando el Campeonato de Parejas de la IWGP (12:40)

- Hirooki Goto derrotó a Takashi Sugiura (12:35)

- Togi Makabe derrotó a Yoshihiro Takayama (9:15)

- Go Shiozaki & Naomichi Marufuji derrotaron a Chaos Top Team (Shinsuke Nakamura & Toru Yano) (15:10)

- Keiji Mutō derrotó a Tetsuya Naitō (22:35)

- Hiroshi Tanahashi derrotó a Minoru Suzuki reteniendo el Campeonato Mundial de Peso Completo de la IWGP (25:59)